# Prostata
Prostata (iz grške besede starogrško προστάτης, prostates - dobesedno »ta, ki stoji pred«, »zaščitnik«) ali obsečnica je del moških spolnih organov. Je kot kostanj velika žleza z zunanjim izločanjem, ki ima tudi mnogo gladkega mišičja. Leži tik pod sečnim mehurjem in z vseh strani obdaja začetni del sečnice. Od zadaj s strani skozi žlezo potekata semenovoda, ki se jima pridruži izvodilo mehurčaste žleze, tj. semenjaka. Izvodila iz žlez prostate so kratka in vodijo v sečnico. Izcedek daje semenski tekočini svojstven vonj.

## Anatomija
Obliko in velikost prostate pogosto primerjamo z divjim kostanjem. Normalna prostata tehta približno 20 g. Baza prostate se prilega vratu sečnega mehurja, apeks (vrh) žleze (spodnji del) pa leži na urogenitalni preponi. Obdaja začetni del sečnice na njenem izhodu iz sečnega mehurja. Spredaj je sramna kost, zadaj debelo črevo, ob strani pa so mišice medeničnega dna.
Po McNealu prostato delimo na štiri cone: periferno, centralno, prehodno ter fibromuskularno cono. Nekateri viri opisujejo le tri cone (ne navajajo fibromuskularne cone). Različne cone prostate so opazne pri histoloških preiskavah tkiva ter pri slikanju z različnimi slikovnimi tehnikami, kot sta ultrazvok in slikanje z magnetno resonanco.
| Naziv cone                      | Delež žleznega tkiva prostate pri odraslem moškem | Opis |
| Periferna cona                  | 70 %                                              | Zadajšnji del žleze, ki obdaja distalno sečnico. Rak prostate največkrat (70–80 %) vznikne iz tega dela žleze. |
| Centralna cona                  | 20 %                                              | Obdaja ejakulatorne vode. V centralni coni vznikne okoli 2,5 % primerov raka prostate; rak prostate v tej coni je načeloma agresivnejši. |
| Prehodna cona                   | 5 %                                               | Prehodna cona obdaja proksimalni del sečnice. Pri zdravih moških predstavlja 5 % žleznega tkiva, v starosti pa pride do njene hiperplazije in tako lahko predstavlja večji del prostate. Okoli 10–20 % vseh primerov raka prostate vznikne v tem delu prostate. |
| Fibromuskularna cona ali stroma | /                                                 | Ta del prostate, ki jo nekateri ne obravnavajo kot posebno cono prostate, ne vsebuje žleznih komponent, temveč je sestavljena iz mišičnega in vezivnega tkiva.                                                                                                  |

## Bolezni prostate
- benigno povečanje prostate (BPP)
- rak prostate
- vnetje prostate (prostatitis)